# Capparis bangweolensis
Capparis bangweolensis là một loài thực vật có hoa trong họ Capparaceae. Loài này được R.E.Fr. mô tả khoa học đầu tiên năm 1914.